# Templo Hindú de Ceuta
El Templo Hindú de Ceuta de la ciudad española de Ceuta se encuentra en la calle Echegaray, en la península de La Almina. Se considera un monumento cultural de la ciudad.

## Historia
Los primeros hindúes se instalaron en Ceuta a finales del siglo XIX. En 1948 se constituyó la Asociación de Comerciantes Hindúes, que fue la primera asociación hindú de España. En 1997 el nombre de la organización se cambió por el de Comunidad Hindú de Ceuta.
Este templo fue construido en 2007 según proyecto de Andrés Ruíz Manrique, Hicham Abselam y Nordin Abselam, con Francisco Morales gracias al impulso Ramesh Chandiramani, actual presidente de la Comunidad Hindú desde 1999, fue inaugurado el 22 de octubre de 2007.
El templo se conoce en el hinduismo como mandir.

## Descripción
Construido en hormigón armado, con planta sótano y baja, en la que se sitúa el templo propiamente. Es de planta rectangular y estilo Neo-Védico moderno. 